# UNIVAC 1104
Die UNIVAC 1104 war ein 30-Bit Computersystem von Sperry Rand, welches 1957 entwickelt wurde. Dabei handelte es sich um einen abgeänderte Version der UNIVAC 1103. Die Maschine sollte ursprünglich für das BOMARC-Raketenprogramm eingesetzt werden. 1960 bei der Entwicklung des BOMARC Programms wurde die UNIVAC 1104 durch die AN/USQ-20, auch bezeichnet als G-40, ersetzt. 